# Pietro Speciale
Pietro Speciale (* 29. September 1876 in Palermo; † 9. November 1945 ebenda) war ein italienischer Fechter.

## Leben
Pietro Speciale nahm an drei Olympischen Spielen teil. 1908 in London schied er im Einzel des Degenfechtwettbewerbs in der zweiten Runde aus. Bei seiner zweiten Olympiateilnahme 1912 in Stockholm trat er im Florettfechten an, wo er sich bis in die Finalrunde vorankämpfte. Mit fünf Siegen im Finale platzierte er sich auf dem Silberrang hinter Nedo Nadi. 1920 in Antwerpen belegte er im Einzelwettbewerb im Florett den zwölften Rang. Mit der Mannschaft blieb er im gesamten Wettbewerb ohne Niederlage und wurde Olympiasieger.